# Farman Nunatak
Farman Nunatak är en nunatak i Antarktis. Den ligger i Västantarktis. Argentina, Chile och Storbritannien gör anspråk på området. Toppen på Farman Nunatak är 655 meter över havet.
Terrängen runt Farman Nunatak är kuperad norrut, men söderut är den bergig. Havet är nära Farman Nunatak åt nordväst.  Trakten är obefolkad. Det finns inga samhällen i närheten. 